# Giovanni Paolo Benotto
Giovanni Paolo Benotto (* 23. září 1949 Pisa) je italský římskokatolický duchovní a emeritní arcibiskup Pisy.

## Život
Narodil se 23. září 1949 v Pise.
Vstoupil do kněžského semináře v rodném městě. Po teologickém a filozofickém studiu byl 28. června 1973 arcibiskupem Benvenutem Matteuccim vysvěcen na kněze. Stal se osobním sekretářem arcibiskupa. V rámci pastorační činnosti spravoval farnost svatého archanděla Michaela v Oratoio. Byl vedoucím diecézního liturgického úřadu a profesorem liturgiky v semináři.
Roku 1993 byl ustanoven generálním vikářem arcidiecéze a následující rok kanovníkem katedrály. Dne 5. července 2003 jej papež Jan Pavel II. jmenoval biskupem Tivoli. Biskupské svěcení přijal 7. září z rukou arcibiskupa Alessandra Plottiho a spolusvětiteli byli arcibiskup Paolo Romeo a biskup Pietro Garlato. Dne 19. srpna 2006 se stal členem Kongregace pro blahořečení a svatořečení.
Dne 2. února 2008 byl papežem Benediktem XVI. ustanoven metropolitním arcibiskupem Pisy a 29. června obdržel od papeže pallium. Dne 6. února 2025 přijal papež František jeho rezignaci z důvodu dosažení kanonického věku 75 let.